# Provizion
În contabilitate, Provizioanele reprezintă pasive, care au caracteristic faptul că frecvența de apariție și dimensiunea nu pot fi determinate apriori. Un exemplu tipic de provizioane sunt costurile cu garanțiile sau rezultatele unor procese. 